# Manel Pujol Baladas
Manel Pujol Baladas (n. Vic, 1947) es un pintor español residente en México desde 1998.  Heredero de la escuela española por tradición y por relación personal con las tres destacadas figuras españolas del arte del siglo XX: Picasso, Dalí y Miró.

## Biografía
En 1962 estudió diseño gráfico y pintura en la Escuela Massana. Dos años después fue nombrado profesor auxiliar y ejerció como director artístico en diversas agencia de publicidad, para finalmente crear la editorial Baladas & Galdon en 1971.
En 1987-1988 participó en la edición de litografías para el premio literario “La Sonrisa Vertical” de Editorial Tusquets; en 1990 realizó grabados para el libro “Vent de Marbre” de Jacint Sala(poesía) edición 62; el mismo año expone en el Museo de Arte Hispánico (San Francisco, EUA.) y el Museo Galería Elbine Dalvanes (París, Francia).
Realizó la Suite Olímpica “Homenaje a las Subsedes Olímpicas Barcelona 92” en exposición permanente en los Museos Olímpicos de Barcelona y Laussanne, en 1992.
En 1995 recibió el Premio Sant Jordi de las Artes Plásticas entregado por la fundación Promedic con el apoyo de la Generalidad de Cataluña.
Expone en 1996 con la Fundación Sotelo Blanco. Museo de Antropología de Santiago de Compostela, la Galería Nakita (Estocolmo, Suecia), Corinne Timsit International Galleries Inc. (San Juan de Puerto Rico y París, Francia). 
Además de haber participado en exposiciones individuales, Pujol Baladas ha formado parte de exposiciones colectivas, junto a artistas de la talla de Joan Genovés, Cuixart, Guinovart, Barceló, entre otros.
Su obra se encuentra repartida en diferentes museos internacionales, entre los cuales se podrían incluir el Museo de Arte Contemporáneo de Denver, el Museo de Antropología de Santiago de Compostela, el Museo Olímpico de Lausana, el Museo de Arte de Querétaro etcétera.
En su obra recrea toda mezcla de emociones y sentimientos, desde lo terrenal hasta lo más etéreo. En 1997 llegó a México invitado para realizar una exposición “germen de ilusiones”, lugar que lo ha visto consolidar su pintura y arte creativo. Reside en México desde 1998.
En cuanto a la ideología, Pujol es un firme defensor de que del sonido se obtiene la imagen.
Cuenta con más de 50 exposiciones individuales en México, El Salvador, Puerto Rico, España, Suecia, Francia y E.U.A., entre las que se encuentran “El color de la música de Rodolfo Halffter”, Galería Pecanins (México, DF., 2005); “Opus en color”, Museo de Antropología (Jalapa, Ver., México, 2004); Museo de Arte de Querétaro (Querétaro, México, 2001); Instituto de Cultura de España en El Salvador (San Salvador, El Salvador, 2000); “De la carne a la pasión”, Polyforum Cultural Siqueiros (México, DF., 1999).
Entre 2008 y 2009, en la obra de Pujol Baladas se abocan al diálogo con trabajos de dos compositores excelsos, por un lado el poderoso Beethoven con su potente 5ª sinfonía y por el otro, Carlos Chávez, con sus mexicanísimas y expresivas composiciones para arpa. De inmediato vemos como Pujol traduce en la tela lo que escucha, los sonidos del arpa se vuelven por momentos, delgados escurrimientos de pintura sobre una atmósfera orquestal de gradaciones cromáticas, mientras que en los trabajos dedicados a la quinta de Beethoven, los brochazos se vuelven gruesos, no hay más fondo que las determinadas y expresivas franjas cromáticas que atraviesan la composición, como penetran en la sala de conciertos los conjuntos instrumentales con su impretu sonoro, con sus controlados arrebatos de pasión que suena y resuena en contrapuntos orquestales y luego se fugan para dar paso a otra estampida de notas.
Su exposición “La Fuerza de un Encuentro”, Museo de Arte Abstracto “Manuel Felguérez, marzo-junio (Zacatecas, Za., 2008) fue una revisión a su trabajo en sus primeros diez años en el país, considerando exclusivamente su análisis al lenguaje musical.
Mantiene una activa participación en la realización de ilustraciones de portadas para libros como: ilustración del libro “Ramon Xirau; en los jardines del tiempo” de José María Espinasa en 2005; la portada e interiores en la revista Universo del búho de la Fundación Rene Aviles Fabila en el 2008 y en 2013 realizó la portada del libro Material del Deseo, del ganador del premio Cervantes del 2012, así como la portada del libro Luz por todas partes. Nieva de Cees Noteebom.

## Exposiciones

### Individuales
2018
- “Titán” Sala Hermenegildo Bustos y Polivalente de la Universidad de Guanajuato. [febrero- marzo]
- “Huellas en el corazón, los niños de la Guerra”  Sala Hermenegildo Bustos y Polivalente de la Universidad de Guanajuato. [febrero-marzo]

2017  
- “El anillo de la creación”  Museo de Arte Contemporáneo Ateneo de Yucatán dentro del marco del Festival Internacional de la Cultura Maya (Ficmaya).

2016
- “Viajes Musicales”  Sala Potosina del Museo Francisco Cossío. San Luis Potosí

2012-2013
- “El Color de la Música”. Galería Pedro Banda del Centro Cultural Tamaulipas.
- “La Fuerza de un Encuentro”. Teatro Reforma. Cd Matamoros,        Tamaulipas, dentro del marco del Festival Internacional Tamaulipas

2012
- “El Color de la Música”. Parque Cultural Reynosa. Marzo-abril (Reynosa, Tamaulipas) y gira por Tamaulipas en curso.
- “La Música de lo Imperceptible”  Casa de la Cultura en Puebla, abril, (Puebla, Puebla)
- “Las Cuatro Estaciones de Vivaldi” Galería Ethra, marzo-abril (México, D.F.)

2011
- “Diálogos”. Galería del Palacio de Gobierno de Tabasco, noviembre-diciembre (Villahermosa, Tabasco, México)
- "Diálogos Sinfónicos. De Mahler a Pettersson" Museo de Arte Contemporáneo Ateneo de Mérida, (Mérida, Mex)
- "El Color de la Música. Pictografías Musicales". Fonoteca Nacional, agosto-septiembre (México, D.F.)
- "Universo Imperceptible", Galería Ethra, junio-agosto (México, D.F.) - “Encuentros-Diálogos”, Museo Metropolitano de Monterrey, mayo-julio (Monterrey, Nuevo León)

2010
- “En los Bordes del Universo”, Instituto de Artes Gráficas de Oaxaca (IAGO), diciembre de 2010 / febrero de 2011, (Oaxaca, Oaxaca). - “La Coronela: M. Pujol Baladas”, Centro Cultural Tamaulipas, mayo-junio (Cd. Victoria, Tamaulipas).

2009
- “De lo sonoro nace la imagen”, Galería ETHRA, junio-agosto (México, DF.) - “Monocromía in crescendo”, Ágora de la Ciudad, septiembre (Xalapa, Veracruz).

2008
- “La Fuerza de un Encuentro”, Museo de Arte Abstracto “Manuel Felguérez, marzo-junio (Zacatecas, Zac.). - Foro de inversiones BBVA Bancomer.  Club 51, Torre Mayor (México, D.F.), MARCO, Museo de Arte Contemporáneo de Monterrey (Monterrey, Nuevo León), Guadalajara, Jalisco.

2007
- Galería Maresa Arévalo, septiembre (México, D.F.).

2006
- Galería Maresa Arévalo, junio y noviembre (México, D.F.). - “Blackbird”, LART23TRES Galería, exposición y happening (México, D.F.).

2005
- “El color de la música de Rodolfo Halffter”, Galería Pecanins (México, DF.).

2004
- Museo de Antropología (Jalapa, Ver., México).

2003
- Museo del Pueblo de Guanajuato (Guanajuato, México). - Centro Cultural Ignacio Ramírez “El Nigromante” (México, D.F.). - Pablo Goebel Fine Arts (México, D.F.).

2001
- Galería Kin (México, DF.). - Museo de Arte de Querétaro (Querétaro, México).

2000
- Instituto de Cultura de España en El Salvador (San Salvador, El Salvador). - Instituto Guatemalteco de Cultura Hispánica (Guatemala).

1999
- “De la carne a la pasión”, Polyforum Cultural Siqueiros (México, DF.).
- Ofrenda a Jaime Sabines en la Casa Sabines (México, DF.).
- Gráfica en el Centro Cultural San Ángel (México, DF.).
- Instituto de Cultura Michoacano, dentro del marco del III Encuentro Iberoamericano de -- Escritores. (Morelia, Mich., México).

1998
- “Baladas íntimas”, Casa Lamm (México, DF.).
- Ofrenda a Jaime Sabines y “El Tren de la Muerte” en Casa Jaime Sabines (México, DF.).

1997
- “Germen de ilusiones”, Pemex (México, DF.).

1996
- Fundación Sotelo Blanco. Museo de Antropología de Santiago de Compostela.

1995
- “Obras del 93 y 94” Sala Gaspar (Barcelona, España).
- Inauguración del Fondo de Arte de la ACB en Granada con motivo de la Copa de Baloncesto de S. M. el Rey.

1994
- Galería Nakita (Estocolmo, Suecia).
- Corinne Timsit International Galleries Inc. (San Juan de Puerto Rico y París, Francia).
- Museo FC. Barcelona.

1993
- Galería Sala Rovira (Sabadell, España). - Museo Olímpico de Laussanne (Suiza).

1992
- Realización de la Suite Olímpica “Homenaje a las Subsedes Olímpicas Barcelona 92” en exposición permanente en los Museos Olímpicos de Barcelona y Lausana. Museo Colet (Barcelona, España).

1991
- Galería Oda (Tarrasa, España).

1990
- Museo de Arte Hispánico (San Francisco, EUA.).

1989
- Sala d’Art Caixa de Manlleu (Vich y Manlleu, España).

1988
- Galería Flocs de Begur (Gerona, España). - “Óleos y obra gráfica de M. Pujol Baladas”, Galería Don Carlos (Marbella, España). - Galería Elbine Dalvanes (París, Francia).

1987
- “Sensaciones” en Abadesa Olzet (Barcelona, España); presentación de la carpeta - “Sensaciones Eróticas” con tres serigrafías.

1986
- Galería Xarxa (Tosa de Mar, España).

1983
- Galería de Arte Jaca (Jaca-Huesca, España).

1982
- Galería Leonardo (Zaragoza, España).

1981
- Galería Jackson (Barcelona, España). - Casino Castillo de Perelada (Gerona, España).

1980
- Museo Byron (Bogotá, Colombia).

1979
- Galería Tramontán (Barcelona, España).

1977
- Galería Retana (Bilbao, España).

### Colectivas
2011
- “Dibujo”, Galería del Pequeño Formato, (México, D.F. febrero de 2011)  con Jorge Yazpik, César Rangel, Jorge Robelo, José González Veites, Alberto Blanco, Alejandro Castro

2009
- Quinta Edición de “Cajas Mágicas”, MEXFAF, Club de Industriales, México, DF.

2008
- Colección de la Revista Alforja. 8ª edición de la Bienal Internacional de Ceará, Sala de Gravuras. Fortaleza, Ceará, Brasil

2007
- “Primera exposición de arte: Festival Internacional Música y Escena”, Galería Lourdes Sosa, (México, DF., septiembre de 2007) con Gilda Castillo, Francisco Castro Leñero, Arnaldo Coen, Rafael Coronel, Irma Grizá, Sergio Hernández, Magali Lara, Irma Palacios, Sandra Pani y Saúl Villa.

2006
- Colectiva de artistas españoles (CONACULTA).

2000
- “Conmemoración del Primer Aniversario Luctuoso de Jaime Sabines” en la Casa Sabines con Rogelio Cuellar (México, DF.).

1998
- “Homenaje a Cavafis” traducción de Cayetano Cantú (México, DF.) y (Jalapa, Ver., México) con Elvira Gascón y Nunik Sauret.

1996
- Art Collection Editions (Barcelona, España) con Argimon, Clave, Guinovart, Barceló, Saura y Tápies. - Aniversario de Sala Gaspar (Barcelona, España) con Miró, Tápies, Clave, Appel, Farreras y Joan Genovés.

1993
- “Homenaje a Miró” con Guinovart, Llimos y Casanovas en las Reales Atarazanas de Barcelona (Barcelona, España).

1987
- Galería Joan de Serranonga (Barcelona, España) con Cuixart, Subirachs y Tarrats.

1986
- Museo Municipal de Tosa (Tosa de Mar, España) “Artistas Catalanes Contemporáneos”.

1983
- Galería Leonardo (Zaragoza, España) con Pablo Serrano y Viola.

1975
- Artinver (Barcelona, España) con Espla, Rafols Casamada, Saura y Pelayo.

1965
- Artultim (Manlleu, España) con Bartolotzi y Carbó Berthold.

### Ferias de Arte Internacionales
1997
- ARCO 97 con Sala Gaspar (Feria de Arte de Madrid, España).
- ARTESUR con ARt Collection (Feria Internacional de Arte de Granda).

1996
- ARCO 96 con Sala Gaspar (Feria de Arte de Madrid, España).
- ARTESUR con Art Collection (Feria Internacional de Arte De Granada).

1995
- ARCO 95 con Sala Gaspar (Feria de Arte Madrid, España).

1994
- ART MIAMI 1994 con Corinne Timsit International Galleries Inc. (Feria de ARte de Florida, EUA).

1992
- EUROPART con Galeria Oda (Feria de Arte de Ginebra, Suiza).

1990
- BIAF con Bismaxt (Fira D'Art de Barcelona).

## Colaboraciones y premios
2006
- Ilustración del libro "Ramón Xirau: en los jardines del tiempo" de José María Espinasa. Serie "Marinero en Tierra". Edición de obra gráfica "Homenaje a Xirau".

2004
- Alforja -Revista de poesía.
- Revista Intersecciones -Fundación Telmex
- Taller de pintura en el Museo de Antropología de Jalapa, México.

1995
- Premio Sant Jordi de las Artes Plásticas entregado por la Fundación Promedic con apoyo de la Generalidad de Cataluña.

1994
- Subasta benéfica en el Colegio de Abogados de Barcelona.

1990
- Grabados para el libro "Vent de Marbre" de Jacint Sala (poesía) Edicions 62.

1989
- Ilustraciones para Playboy.

1987-1988
- Edición de litografías para el premio literario "La Sonrisa Vertical", Tusquets.